# アデライザ・オブ・ルーヴァン
アデライザ・オブ・ルーヴァン（Aderiza of Louvain, 1103年 - 1151年4月23日）は、ノルマン朝のイングランド王ヘンリー1世の2度目の王妃。ルーヴェン伯ゴドフロワ1世の娘で、カール大帝の子孫である。

## 生涯
1121年にヘンリー1世と結婚した。先妻マティルダ・オブ・スコットランドとの間の唯一の男子ウィリアムの没後、跡継ぎとなる男子を持たない王は若い王妃が男子を産むことを期待したが、王妃は懐妊しなかった。
王の没後、イングランド南部のアランデル伯の所領に引退した。しかし間もなく、アランデル伯ウィリアム・ド・アルビーニーと再婚した。